# Piotr Fronczak
Piotr Fronczak – polski fizyk, doktor habilitowany, specjalizujący się w fizyce statystycznej. Adiunkt Wydziału Fizyki Politechniki Warszawskiej.

## Życiorys
Fizykę na Politechnice Warszawskiej ukończył w 1998 roku. Stopień doktorski uzyskał na wydziale fizyki PW w 2003 roku na podstawie pracy zatytułowanej Kontrola i synchronizacja układów dynamicznych o różnej liczbie stopni swobody, przygotowanej pod kierunkiem Janusza Hołysta, a w 2015 habilitował się na tym samym wydziale, pisząc rozprawę pt. Współoddziaływanie własności strukturalnych i procesów dynamicznych w sieciach złożonych.

## Życie prywatne
Jego małżonka Agata (z d. Aleksiejuk) również specjalizuje się w fizyce (habilitację w tej dziedzinie uzyskała rok wcześniej – w 2014). Ma dwóch synów.